# Tavito (álbum)
Tavito é o álbum de estreia do cantor e compositor brasileiro Tavito, lançado em 1979.
Produzido por Márcio Moura, o disco foi gravado pelo selo Discos CBS, sendo o primeiro trabalho lançado pelo cantor após sair do grupo Som Imaginário. O álbum conta com algumas regravações de outros artistas, como as faixas "Você me Acende", de Erasmo Carlos (lançada no álbum hômonimo em 1966), e "Cravo e Canela", de Milton Nascimento (gravada em 1972 no álbum Clube da Esquina, em uma parceria com o também cantor Lô Borges).
Na canção "Naquele Tempo", Tavito contou com a guitarra de Sérgio Dias, da banda Os Mutantes.
"Começo, Meio e Fim", destaque da obra, foi composta por Tavito em parceria com Ney Azambuja e Paulo Sérgio Valle, sendo regravada pelo grupo Roupa Nova em 1991.
A música "Rua Ramalhete" fez parte da trilha sonora da telenovela As Três Marias, exibida pela Rede Globo.

## Faixas
| N.º | Título               | Compositor(es)                             | Duração |  |
| 1.  | "Cowboy"             | Eduardo Souto Neto / Paulo Sérgio Valle    | 2:41    |  |
| 2.  | "Rua Ramalhete"      | Tavito / Ney Azambuja                      | 3:55    |  |
| 3.  | "Você Me Acende"     | Erasmo Carlos                              | 3:43    |  |
| 4.  | "Longe do Medo"      | Ivan Lins / Tavito / Ronaldo Monteiro      | 2:53    |  |
| 5.  | "Cravo e Canela"     | Milton Nascimento / Ronaldo Bastos         | 2:27    |  |
| 6.  | "Naquele Tempo"      | Mariozinho Rocha / Renato Corrêa           | 3:41    |  |
| 7.  | "Começo, Meio e Fim" | Tavito / Ney Azambuja / Paulo Sérgio Valle | 3:16    |  |
| 8.  | "A Ilha"             | Sá / Guarabyra                             | 2:53    |  |
| 9.  | "Coração Remoçado"   | Eduardo Souto Neto / Ronaldo Monteiro      | 2:34    |  |
| 10. | "Casa no Campo"      | Tavito / Zé Rodrix                         | 1:52    |  |